# فخري محمد سلمان
فخري محمد سلمان هو مهاجم كرة قدم عراقي سابق لعب للعراق بين عامي 1957 و 1959،  وكان قد سجل هدفاً في المباراة الدولية الأولى للعراق، ضد المغرب في دورة الألعاب العربية عام 1957 . 

## إحصائيات المهنة

### الأهداف الدولية
النقاط والنتائج تسجل حصيلة أهداف العراق أولاً.
| رقم | تاريخ          | مكان                 | الخصم               | نتيجة | نتيجة | منافسة                    |
| --- | -------------- | -------------------- | ------------------- | ----- | ----- | ------------------------- |
| 1.  | 19 أكتوبر 1957 | الملعب الوطني ببيروت | المغرب</img> المغرب | 3-3   | 3–3   | 1957 دورة الألعاب العربية |